# Lycksele kommun
Lycksele kommune ligger i Västerbottens län i landskapet Lappland i landsdelen Norrland i Sverige. Kommunens administration ligger i byen Lycksele. Kommunen grænser til nabokommunerne Storuman, Malå, Bjurholm, Norsjö, Sorsele, Vilhelmina og Vindeln.

## Samisk sprog
Samisk har status som officielt minoritetssprog i kommunen og Lycksele kommune indgår i forvaltningsområdet for samisk sprog i Sverige. Sveriges første sameskole blev grundlagt i Lycksele i 1632, og fra gammel tid har Lycksele været et knudepunkt for den sydlige del af Lappland med årlige markeder.

## Geografi
Lycksele kommune ligger midt i et skovlandskab, og gennem kommunen, og byen løber Ume älv, et af Sveriges største vandløb.
E12 går gennem kommunen, Lycksele er knyttet til det svenske jernbanenet med jernbanelinjen mellem Storuman og Hällnäs. Lycksele lufthavn har daglige ruteflygninger til Stockholm Arlanda.

## Byer
Lycksele kommune havde to byer i 2005.
Indbyggere pr. 31. december 2005.
| #  | By           | Indbyggere |
| -- | ------------ | ---------- |
| 1. | Lycksele     | 8.597      |
| 2. | Kristineberg | 331        |

## Venskapskommuner
- Mosjøen, Norge
- Etseri, Finland
- Lovozero, Rusland

## Eksterne kilder og henvisninger
1. ↑  Folkmängd i riket, län och kommuner 30 september 2012 och befolkningsförändringar 1 juli - 30 september 2012. Statistiska centralbyrån (30. september 2012).
2. ↑  Det svenske Språkrådets hjemmesider, om minoritetsspråk
3. ↑  Artikel om Lycksele i snl.no

- Lycksele kommun

- Wikimedia Commons har flere filer relateret til Lycksele kommun

64°35′N 18°41′Ø / 64.583°N 18.683°Ø